# Dodi Al-Fayed
Emad El-Din Mohamed Abdel Moneim Fayed noto come Dodi Al-Fayed (Alessandria d'Egitto, 15 aprile 1955 – Parigi, 31 agosto 1997) è stato un imprenditore, produttore cinematografico e produttore discografico egiziano, sentimentalmente coinvolto con Diana Spencer, principessa del Galles: entrambi morirono in un incidente stradale a Parigi il 31 agosto 1997.
Nacque ad Alessandria d'Egitto, figlio maggiore di Mohamed Al-Fayed (1929–2023), che in seguito sarebbe diventato il proprietario dei grandi magazzini Harrods, del Fulham Football Club e dell'Hôtel Ritz a Parigi. La madre di Fayed era una scrittrice saudita di origine turca, Samira Khashoggi (1935–1986), figlia di Muhammad Khashoggi e sorella del miliardario saudita trafficante d'armi Adnan Khashoggi. Era cugino di primo grado del defunto giornalista saudita del Washington Post Jamal Khashoggi, assassinato nel consolato dell'Arabia Saudita a Istanbul nel 2018.  Fayed aveva quattro fratellastri dal secondo matrimonio di suo padre con Heini Wathén: Omar, Camilla, Karim e Jasmine Fayed.
Fayed fu uno studente al Collège Saint Marc di Alessandria prima di frequentare l'Institut Le Rosey a Rolle, in Svizzera.   Frequentò anche brevemente la Reale accademia militare di Sandhurst.
Dopo aver completato gli studi, fu addetto presso l'ambasciata degli Emirati Arabi Uniti a Londra. Inoltre lavorò all'interno di Harrods occupandosi di marketing.
Oltre ad essere il produttore esecutivo di Momenti di gloria (1981), premiato con l'Oscar, Fayed fu anche il produttore esecutivo dei film Breaking Glass (1980), F/X - Effetto mortale (1986), F/X 2 - Replay di un omicidio (1991), Hook - Capitan Uncino (1991), e La lettera scarlatta (1995). Al-Fayed collaborò inoltre come consulente creativo esecutivo per la serie televisiva F/X.
Divenne noto per la sua relazione con la principessa del Galles Diana Spencer, ex moglie di  re Carlo del Regno Unito.

## Morte

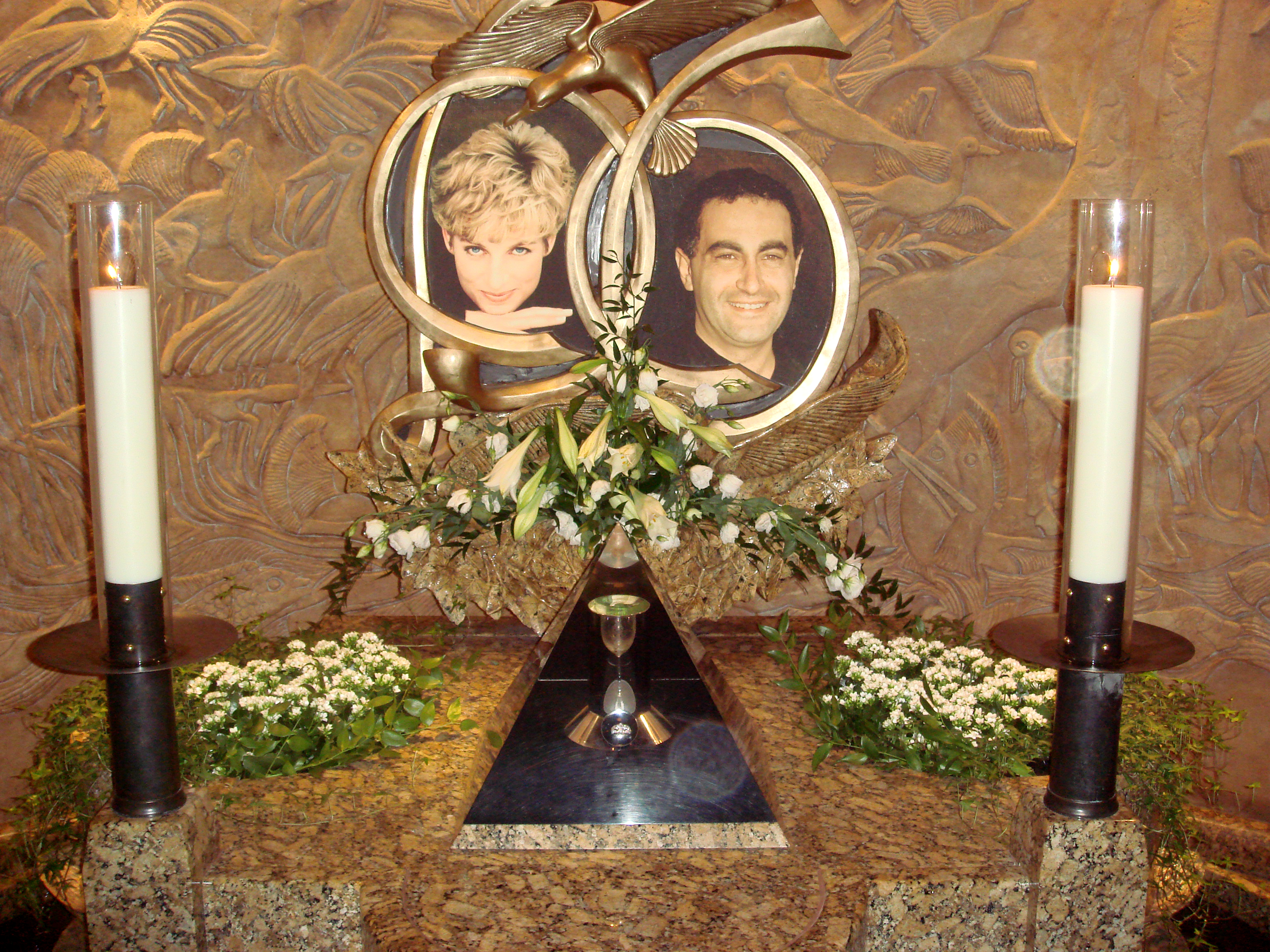
Il memoriale dedicato a Diana e Dodi a Harrods

Fayed morì in un incidente stradale, in circostanze mai del tutto chiarite, con la compagna Diana Spencer il 31 agosto 1997 a Parigi, mentre percorrevano in auto la galleria del Pont de l'Alma.
Dopo i funerali, fu sepolto nel Cimitero di Brookwood, nel Surrey; in seguito la salma venne traslata presso la sua tenuta a Oxted.